# Сиротине (селище)
Сиротине – селище в Україні, у Сєвєродонецькій міській громаді Сєвєродонецького району Луганської області.

## Історія

### Російсько-українська війна
Тимчасова окупація росіянами з 25 червня 2022 року.

## Адміністративний поділ
У селищі є 11 вулиць і 3 провулки.

### Вулиці
- Вулиця Бикова
- Вулиця Гоголя
- Вулиця Жовтнева
- Вулиця Комсомольська
- Вулиця Крилова
- Вулиця Некрасова
- Вулиця Пушкіна
- Вулиця Садова
- Вулиця Скокова
- Вулиця Толстого
- Вулиця Фрунзе

### Провулки
- Провулок Глінний
- Провулок Некрасова
- Провулок Фрунзе

Світлини
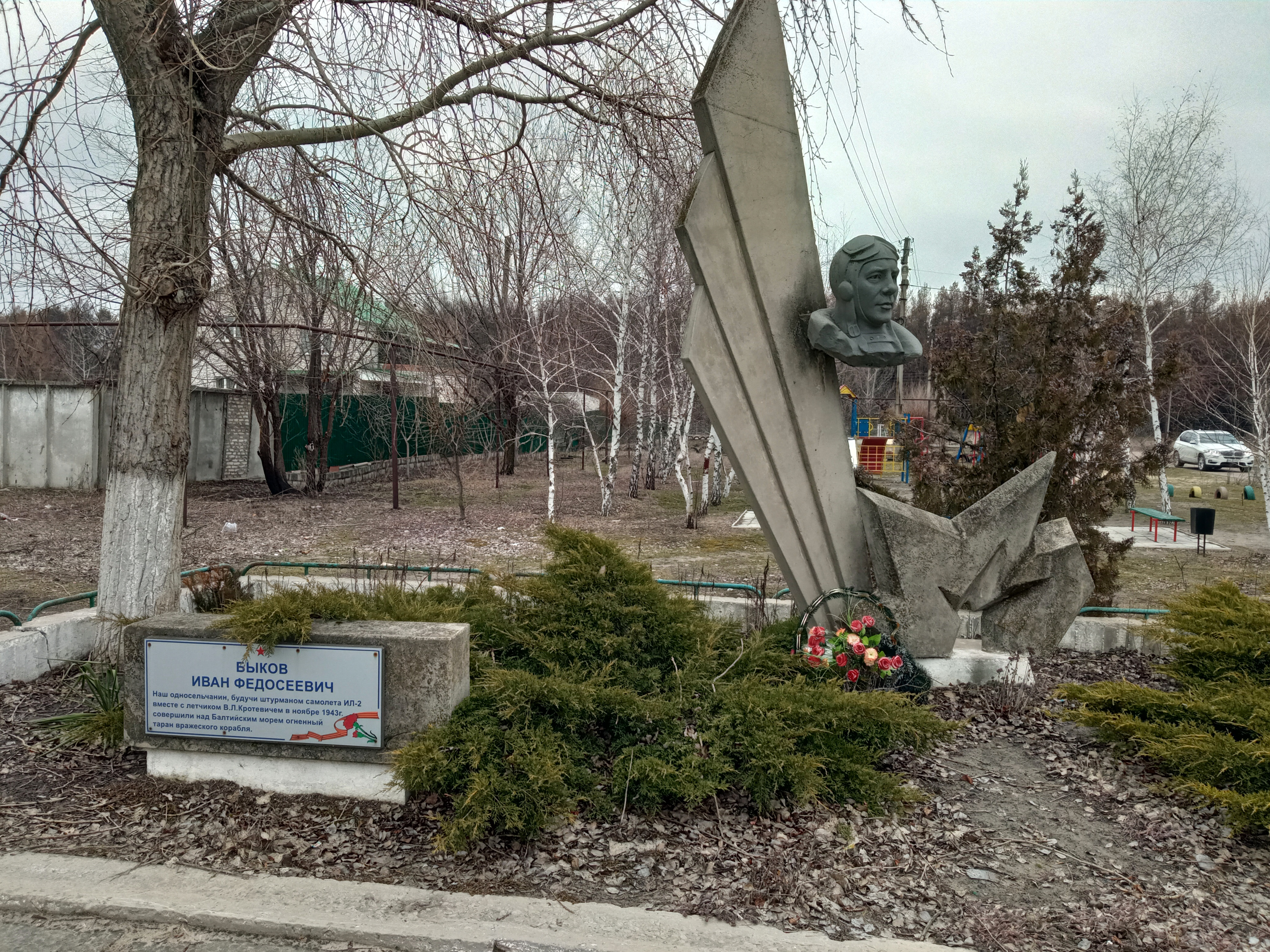
Пам'ятник Івану Федосійовичу Бикову
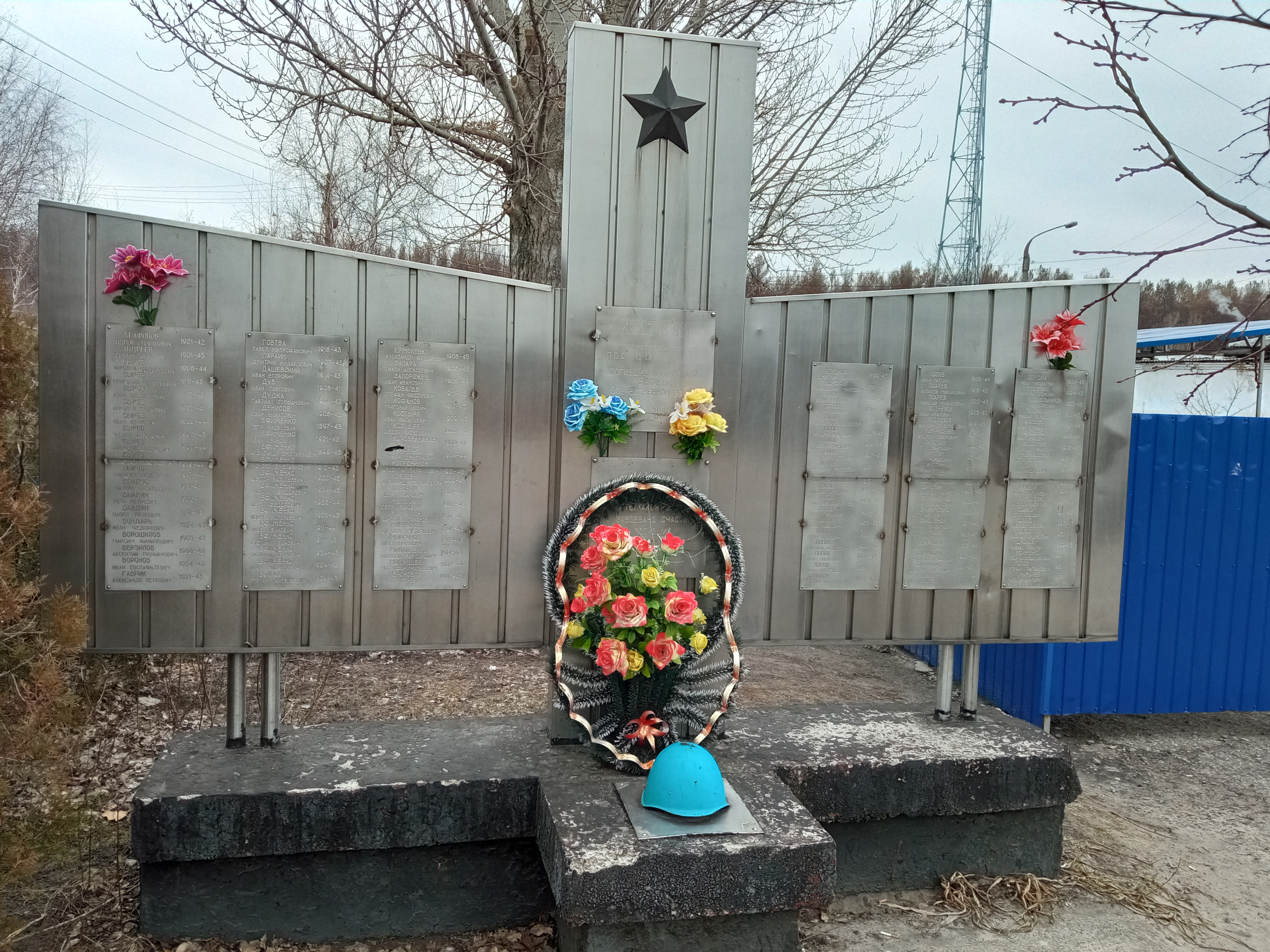
меморіал
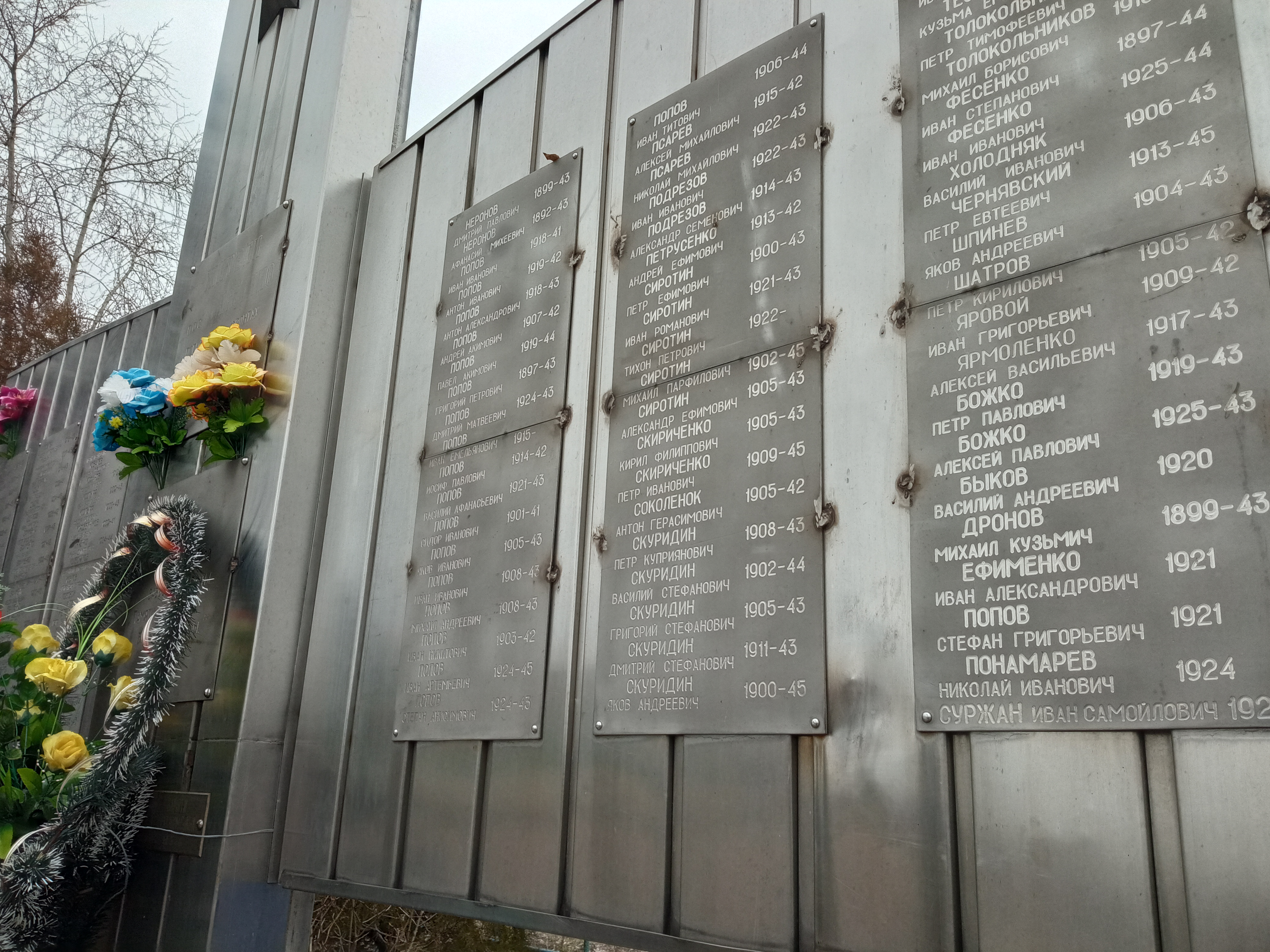
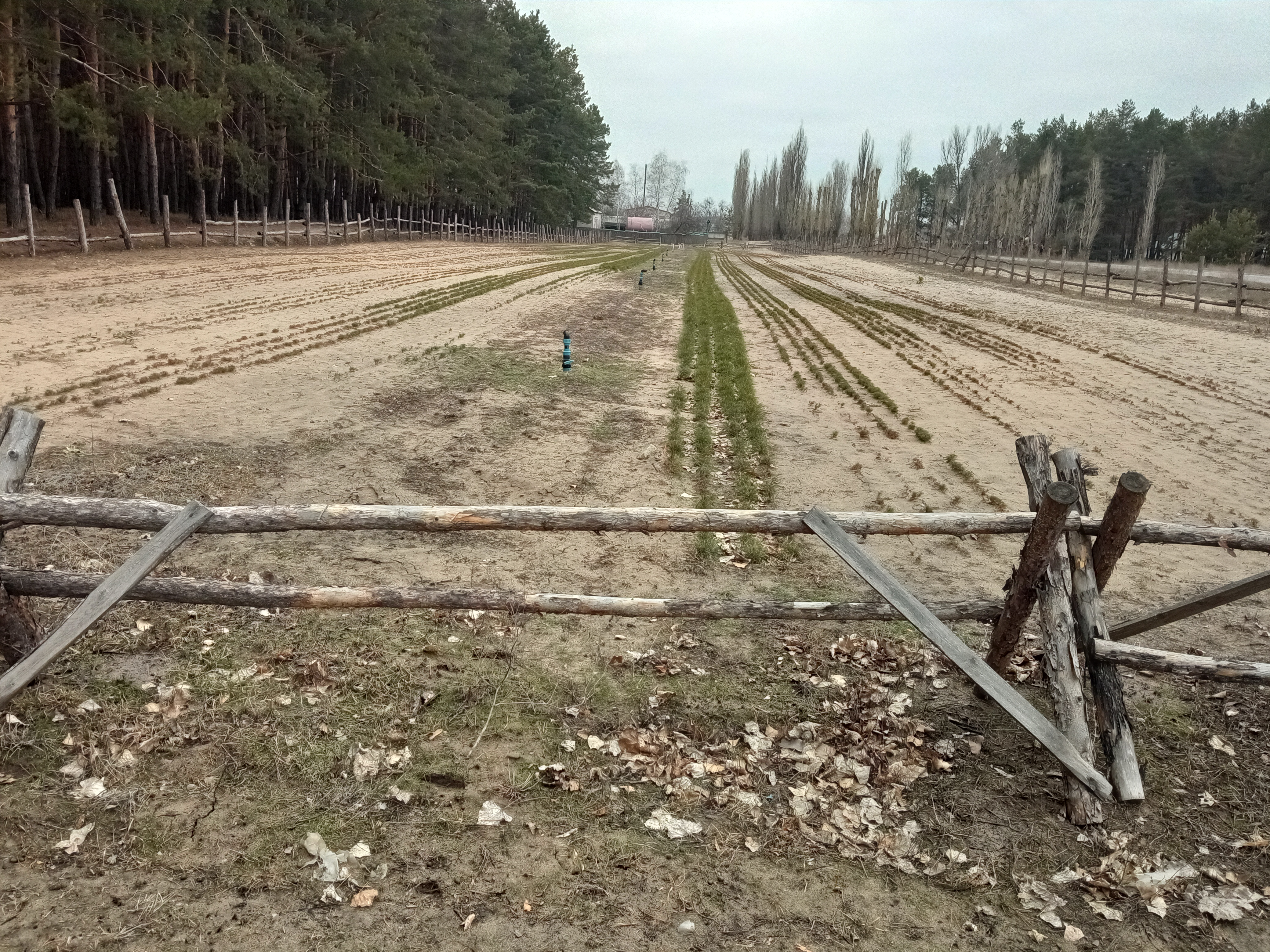
Питомник сосни